# Várady Lipót Árpád
Várady Lipót Árpád (Temesvár, 1865. június 18. – Kalocsa, 1923. február 18.) katolikus pap, győri püspök, kalocsai érsek, teológiai doktor, egyházi író.

## Pályafutása
Várady Lajos és Hassler Leopoldina gyermeke. A középiskola első 6 osztályát a szentesi gimnáziumban végezte el, majd a temesvári gimnáziumban fejezte be. Teológiai tanulmányait Budapesten és 1886-tól a bécsi Augustineumban végezte. 1888. augusztus 16-án szentelték pappá.
Tanulmányi felügyelő és teológiai tanár volt a temesvári papnevelőben, 1889-től zsinati vizsgáló és a hittanárokat képesítő bizottság tagja. 1890. július 19-én teológiai doktor, szeptember 15-én püspöki szertartó és szentszéki jegyző, 1891. július 1-jén püspöki titkár és a Szent István Társulat tudományos osztályának tagja, 1895-től pápai kamarás, 1897. január 7-én vallás- és közoktatásügyi miniszteri osztálytanácsos lett. 1899. október 2-án megkapta a csanádi székeskáptalanban levő Bonnaz-féle idősebb kanonokságot.
1902-ben szebenikói választott püspök, apátkanonok és miniszteri tanácsos lett. Megkapta a Ferenc József-rend csillagos középkeresztjét. Hivatalos tevékenysége mellett szeretettel foglalkozott a külföldre szakadt magyarság nemzeti és egyházi gondozásával, a kivándorlással. Bejárta Bukovinát, a hazai és külföldi kikötőket, előmozdította a kikötői lelkészség szervezését Fiuméban és Hamburgban. A szószéken úgy a fővárosban, mint a vidéken szívesen szerepelt. Közreműködött a budai Oszlop utcai kollégium és gimnázium létesítésében, a katholikus háziasszonyok országos szövetségében.

### Püspöki pályafutása
1911. március 9-én kinevezték győri püspöknek. Június 18-án szentelte püspökké Széchényi Miklós nagyváradi püspök, Fischer-Colbrie Ágoston kassai püspök és Kutrovátz Ernő győri segédpüspök segédletével.
1914-től haláláig kalocsai érsek. 1916-ban kalocsai érsekként ő koronázta Magyarország utolsó királynéját, Zita királynét. 1919. június 24-én Szamuely Tibor népbiztos és az általa vezetett Lenin-fiúk, akik Kalocsán tömeges gyilkosságokat hajtottak végre, betörtek az érseki palotába is, megverték és megkínozták Váradyt, aki azonban szerencsésen túlélte a bántalmazást.

## Munkái
Sok cikket írt a havi Közlönybe, a Munkálatokban (Budapest, 1887. A szegényápolás története Magyarországon), a Bölcseleti Folyóiratban (1888. A kamatszedés erkölcsi jogosultsága), az Emlékkönyvben (1894. XIII. Leo pápa és a szociális kérdés), a Magyar Államban (1908. 85. sz. A kereszt az életben).
1. A kongrua ügyről. Budapest (1887)
2. Lelki gyógytár azok számára, kik örökké akarnak élni. Írta Müller Ernő Mária, ford. Uo. 1889 (Kis Könyvtár 10-12. és Uo. 1894. 2. kiadás. Lelki patika cz. Uo. 1902)
3. Egyházi beszéd Szent Gellért vértanú első csanádi püspök tiszteletére 1900. szept. 25. Velenczében. Uo. 1900
4. Egyházi beszéd a Magyarország ezredéves fennállásának emlékére újonnan épült Temesvár-gyárvárosi római katolikus plébániatemplom felszentelése alkalmával 1901. okt. 13. Uo. 1901
5. Igazság-, vallás- és közoktatásügyi miniszteri rendelet a végrendelet nélkül elhalt alsóbb rendű katholikus papok hagyatéka tárgyában. A vonatkozó törvényszakaszokkal és rendeletekkel bővítve. Uo. 1904 (melyet Lányi Bertalannal, a kodifikaczionális osztály akkori vezetőjével dolgozott ki)
6. Széljegyzetek Timon Ákos Magyar alkotmány- és jogtörténetéhez. Uo. 1904 (Különny. a Hittud. Folyóiratból)
7. A népmissók jelentőségéről és terjesztésük módjáról. Temesvár, 1905
8. Bevezető a nők lelkigyakorlatához. Bpest, 1906-09
9. Egyházi beszéd az abbáziai apátsági templomban 1907. márcz. 31. Uo. 1907
10. A párbérkérdésről. Uo. 1908 (Különny. a Kath. Szemléből)

Megemlítendő még: A hiteles helyi levéltárak felügyeletét szabályozó rendelet, melyet a vallás- és közoktatásügyi miniszteriumban dolgozott ki.

## Emléke
1932 óta utca viseli nevét Szentesen (a szentesi gimnáziumnak volt tanulója). Éder Gyula 1935-ben megfestette portréját, mely a Szent Anna Plébánia épületében látható.